# Beatriz de Andechs-Merania
Beatriz de Merania (1210-9 de febrero de 1271) fue una princesa de Merania por nacimiento, y condesa de Weimar-Orlamünde por matrimonio.
Beatriz era hija de Otón de Merania y Beatriz II de Borgoña.
Fue la heredera del castillo de Plassenburg, con Kulmbach y Mittelberg y el señorío de Berneck, incluyendo Goldkronach, Meinau, Wirsberg, Pretzendorf (ahora Himmelkron), el castillo de Zwernitz y Trebgast.

## Matrimonio y descendencia
Estuvo casada con Herman II, conde de Weimar-Orlamünde. Tuvieron seis hijos:
- Herman "el Viejo", un clérigo[2]
- Herman III (c. 1230- 1283), heredó Orlamünde
- Albert III (d. 1293)[3]
- Otón III "el Magnífico" (c. 1236– 13 de mayo de 1285), esposo de Anges de Leiningen (c. 1230/1240 - 1300), heredó Weimar, Rudolstadt y Plassenburg
- Sophie, casada en 1259 con el Conde Enrique VIII de Weida (c. 1238 - 17 de septiembre de 1280)
- Otón "el Joven", canónigo en Würzburg de 1265 a 1308